# Ясуда, Ёсихиро
Ёсихиро Ясуда (яп. 安田 好弘 Ясуда Ёсихиро) (род. 4 декабря 1948) — известный японский адвокат, в числе старейших и наиболее уважаемых членов юридической профессии этой страны. Ясуда известен как активист движения за отмену смертной казни и реформу судебной системы.
Возглавлял группу адвокатов Сёко Асахары, основателя Аум синрикё. Не смог принять участие в судебных слушаниях по причине ареста в 1998. Оправдан незадолго до окончания процесса по делу Сёко Асахары, в 2004 году. Единственный частный адвокат Сёко Асахары, прочие участники команды были назначены судом. Арест Ясуды получил негативную оценку Human Rights Watch и Amnesty International. Участие в защите Асахары не продолжил, ссылаясь на бессмысленность своего участия на заключительном этапе.
В настоящее время проживает в г. Токио, Япония.